# Gustav Adolf Schenck zu Schweinsberg

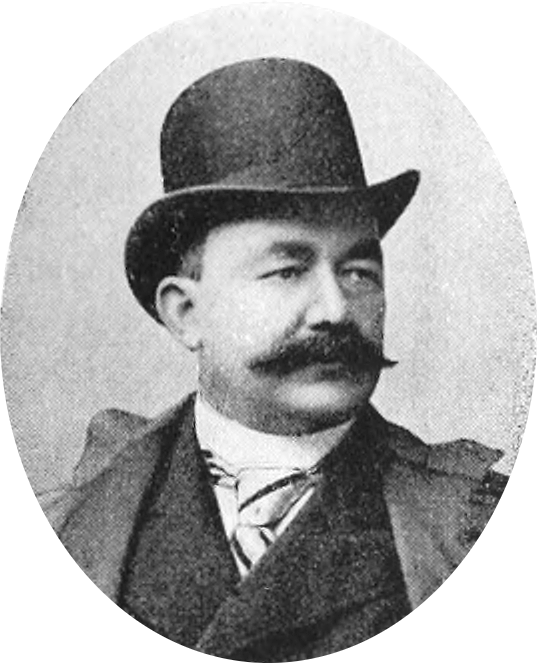
Gustav Adolf Schenck zu Schweinsberg

Gustav Adolf Schenck zu Schweinsberg, auch Gustolf (* 24. April 1843 in Sterbfritz; † 16. Oktober 1909 in Schweinsberg) war ein deutscher Diplomat. Er stammte aus dem hessischen Uradel.

## Herkunft
Seine Eltern waren der Forstmeister Karl Friedrich Franz Rudolf Schenck zu Schweinsberg (* 15. April 1807; † 7. Dezember 1862) und dessen erste Ehefrau Charlotte Elise Mathilde Jungk († 19. Mai 1853).

## Leben
Während seines Studiums wurde er 1862 Mitglied der Burschenschaft Allemannia Heidelberg. Im Jahr 1880 kam er als Legationsrat in Madrid und wurde im Jahr 1881 als Ministerresident nach Santiago de Chile versetzt.
1886–1893 war Gustav Adolf Schenck zu Schweinsberg Gesandter des Deutschen Reichs in Teheran, 1893–1896 in Peking, 1898–1899 Gesandter in Tanger (Marokko). Auf diesen beiden Stationen trug er dazu bei, das Land für europäische Einflüsse zu öffnen. 
1893 sagte er zu, sich bei chinesischen Regierungsstellen für die AG Vulcan Stettin einzusetzen. In einem Brief vom 23. November 1894 schlug Schenck zu Schweinsberg vor, Kiautschou zu erwerben.